# 1554

## Události
- Do Prahy se jako osobní lékař Ferdinanda Tyrolského přestěhoval Pietro Andrea Mattioli, autor známého herbáře, vydaného tentýž rok v Benátkách

### Probíhající události
- 1545–1563 – Tridentský koncil

## Narození
- 9. ledna – Řehoř XV., papež († 18. července 1623)
- 20. ledna – Sebastián I., portugalský král († 4. srpna 1578)
- 26. března – Karel II. Lotrinský, francouzský vévoda, guvernér Burgundska († 4. října 1611)
- 28. března – Ivan Ivanovič, druhorozený syn cara Ivana IV. Hrozného († 19. listopadu 1581)
- 5. července – Alžběta Habsburská, rakouská arcivévodkyně a jako manželka Karla IX. francouzská královna († 22. ledna 1592)
- 20. září – Valentín Balaša, uherský renesanční básník († 30. května 1594)
- 30. listopadu – Sir Philip Sidney, anglický básník († 17. října 1586)
- ? – John Lyly, anglický spisovatel (pohřben 30. listopadu 1606)
- ? – Abataj-chán, mongolský kníže, zakladatel dynastie Tüšet-chánů († 1587)

## Úmrtí
Česko
- ? – Pavel Severín z Kapí hory, pražský tiskař (* 1500)
- ? – Zikmund Hrubý z Jelení, český spisovatel a filolog (* 1497)

Svět
- 2. ledna – Jan Manuel Portugalský, portugalský infant a brazilský kníže (* 3. června 1537)
- 12. února – Jana Greyová de facto královna Anglie a Irska devět dní v roce 1553 (* 1537)
- 11. dubna – Thomas Wyatt, anglický povstalec (* 10. září 1521)
- 22. září – Francisco Vásquez de Coronado, španělský conquistador (* 1510)
- ? – Giovanni Francesco Rustici, italský sochař (* 1474)
- ? – Šlomo ibn Verga, španělský historik a lékař židovského původu (* 1460)
- ? – Hugh Willoughby, anglický mořeplavec a průzkumník (* 1500)
- ? – Mikjö Dordže, tibetský karmapa (* 1507)

## Hlavy států
- České království – Ferdinand I.
- Svatá říše římská – Karel V.
- Papež – Julius III.
- Anglické království – Marie I. Krvavá
- Francouzské království – Jindřich II.
- Polské království – Zikmund II. August
- Uherské království – Ferdinand I.
- Španělské království – Karel V.
- Burgundské vévodství – Karel V.
- Osmanská říše – Sulejman I.
- Perská říše – Tahmásp I.